# Fudbalski Klub Rad
Il Fudbalski Klub Rad (serbo: ФК Рад), meglio noto come FK Rad o Rad Belgrado è una società calcistica serba con sede nella città di Belgrado. Nella stagione 2023-2024 milita nella Srpska Liga, la terza divisione del calcio serbo.

## Storia
Venne fondato nel 1958 dalla compagnia di costruzioni Građevinsko preduzeće (GP) Rad 
e basato nel quartiere di Banjica, potendo contare su un supporto importante, il club scalò le classifiche abbastanza rapidamente, fino alla prima promozione in Druga Liga, avvenuta al termine della stagione 1972/73. Il Rad mantenne tranquillamente la serie fino al 1986/87, quando vinse il campionato e venne promosso per la prima volta in Prva Liga. 
La prima stagione nella massima serie vide il club salvarsi alla penultima giornata, grazie ad una vittoria casalinga per 2-1 sul Željezničar Sarajevo, ma l'anno successivo fu quello di maggior successo nella storia del club, che terminò la stagione 1989-1990 in quarta posizione, dietro a club del calibro del Vojvodina Novi Sad, Stella Rossa, Hajduk Spalato, e davanti a Dinamo Zagabria e Partizan Belgrado.
Proprio in virtù di quello straordinario risultato l'anno seguente si qualificò per la Coppa UEFA 1989-1990, dove venne però eliminato al primo turno dall'Olympiacos.
L'unica altra partecipazione ad una competizione europea del Rad è quella della Europa League 2011-2012, quando, dopo aver eliminato agevolmente i sammarinesi del Tre Penne con un complessivo 9-1 (6-0 a Belgrado e 3-1 all'Olimpico di Serravalle), venne eliminato al secondo turno preliminare dall'Olympiakos Volos, perdendo l'andata in casa per 0-1 e pareggiando il ritorno in Grecia 1-1.

## Stadio
Lo Stadio Kralj Petar I, che ospita le partite interne, ha una capacità di 6.000 spettatori, attualmente ridotta a 3.919. Si trova nel quartiere di Banjica, in Crnotravska bb.

## Rosa 2019-2020
Rosa aggiornata al 27 luglio 2019
| N. |                   | Ruolo | Calciatore          |
| -- | ----------------- | ----- | ------------------- |
| 2  | Serbia (bandiera) | D     | Marko Nikolić       |
| 4  | Serbia (bandiera) | D     | Nikola Đorić        |
| 5  | Serbia (bandiera) | D     | Miloš Tanović       |
| 6  | Serbia (bandiera) | D     | Branislav Jovanović |
| 9  | Serbia (bandiera) | A     | Filip Kasalica      |
| 11 | Serbia (bandiera) | A     | Bogdan Mladenović   |
| 12 | Serbia (bandiera) | D     | Djordje Bašanović   |
| 13 | Serbia (bandiera) | A     | Nikola Tričković    |
| 14 | Serbia (bandiera) | A     | Miloš Trifunović    |
| 16 | Serbia (bandiera) | D     | Milan Jagodić       |
| 18 | Serbia (bandiera) | C     | Njegoš Petrović     |

| N. |                   | Ruolo | Calciatore        |
| -- | ----------------- | ----- | ----------------- |
| 22 | Serbia (bandiera) | C     | Aleksandar Busnić |
| 23 | Serbia (bandiera) | D     | Nikola Šipčić     |
| 25 | Serbia (bandiera) | D     | Dušan Stević      |
| 26 | Serbia (bandiera) | P     | Dušan Marković    |
| 27 | Serbia (bandiera) | C     | Dušan Živković    |
| 28 | Serbia (bandiera) | C     | Branko Riznić     |
| 29 | Serbia (bandiera) | C     | Veljko Trifunović |
| 55 | Serbia (bandiera) | P     | Vanja Ilić        |
| 88 | Serbia (bandiera) | P     | Danijel Mičanović |
| 89 | Serbia (bandiera) | P     | Mladen Živković   |
| 90 | Serbia (bandiera) | C     | Goran Smiljianić  |
|    | Serbia (bandiera) | D     | Milan Perendija   |

## Statistiche e record

### Statistiche nelle competizioni UEFA
Tabella aggiornata alla fine della stagione 2018-2019.
| Competizione                  | Partecipazioni | G | V | N | P | RF | RS |
| ----------------------------- | -------------- | - | - | - | - | -- | -- |
| Coppa UEFA/UEFA Europa League | 2              | 6 | 3 | 1 | 2 | 12 | 6  |

## Palmarès

### Competizioni nazionali
- 2. Savezna liga: 1

1986-1987 (girone est)

### Competizioni giovanili
- Juniorsko prvenstvo Jugoslavije u nogometu: 1

1988-1989

### Altri piazzamenti
- 2. Savezna liga:

Secondo posto: 1975-1976 (girone est), 1985-1986 (girone est)
Terzo posto: 1980-1981 (girone est)
- Coppa di Serbia:

Semifinalista: 2004-2005
- Prva Liga (Jugoslavia):

Quarto posto:1988-1989
- Superliga (Serbia):

Quarto posto: 2010-2011
- Prva Liga Srbija:

Terzo posto: 2004-2005
Vittoria play-off: 2007-2008
- Druga liga Srbije i Crne Gore:

Secondo posto: 2003-2004 (girone ovest)

## Tifoseria
I tifosi organizzati del FK Rad si chiamano "United Force 1987", la loro creazione risale al 1987.
Sono noti per la ideologia politica ultranazionalista e di estrema destra.